# 梅桑
梅桑（法語：Messein，法語發音：[mesɛ̃]）是法国默尔特-摩泽尔省的一个市镇，属于南锡区。

## 地理
梅桑（48°36'42"N, 6°8'19"E）面积5.14 平方千米，位于法国大東部大區默尔特-摩泽尔省，该省份为法国东北部内陆省份，是洛林的一部分，北邻比利时、卢森堡，北起顺时针与摩泽尔省、下莱茵省、孚日省和默兹省接壤。
与梅桑接壤的市镇（或旧市镇、城区）包括：沙维尼、吕德尔、梅雷维尔、讷沃迈松、里沙尔梅尼勒。

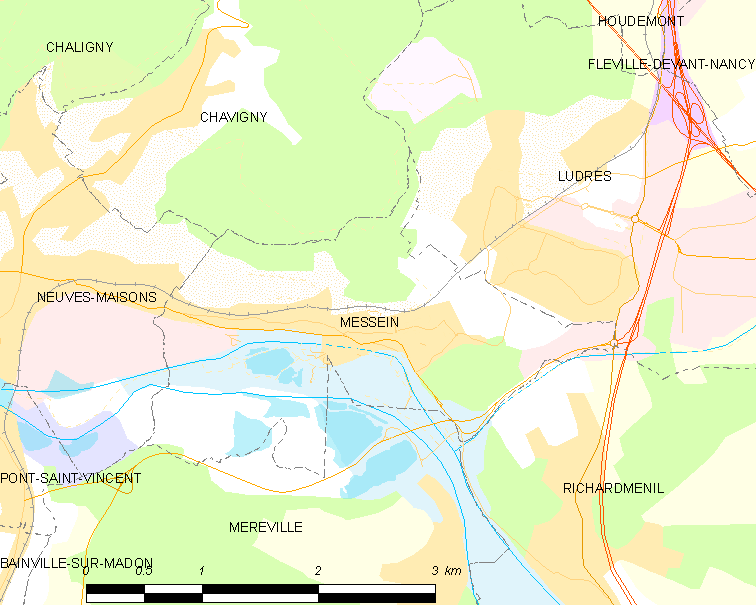
梅桑的OSM定位图

梅桑的时区为UTC+01:00、UTC+02:00（夏令时）。

## 行政
梅桑的邮政编码为54850，INSEE市镇编码为54366。

## 政治
梅桑所属的省级选区为讷沃迈松县。

## 人口

1962-2008年间梅桑人口变化图示

梅桑于2022年1月1日时的人口数量为1994人。